# Who Killed Amanda Palmer
Who Killed Amanda Palmer er sangeren og pianisten Amanda Palmers soloprojekt. CD'ens navn er Who Killed Amanda Palmer og titlen er en reference til kult-tv-serien Twin Peaks af David Lynch, hvor hovedpersonen Laura Palmer bliver dræbt. Hendes musik og tekster især er kontroversielle, og især nummeret Oasis, som omhandler voldtægt og abort i en teenagepiges liv, har vakt livlig diskussion i Amerika. Albummet udkom først i 2008.